# Алексеев, Валерий Аркадьевич
Вале́рий Арка́дьевич Алексе́ев (род. 23 октября 1953, Астрахань, СССР) — советский и российский государственный и общественный деятель, историк, философ, религиовед, специалист в области церковно-государственных отношений в России в XX веке. Кандидат исторических наук, доктор философских наук, профессор. Государственный советник Российской Федерации 2 класса

## Биография
Родился 23 октября 1953 года в Астрахани в крестьянской семье, пять членов которой жили в маленькой заводской комнатке. Отец Аркадия Ивановича Алексеева происходил из рода вольных крестьян-поморцев из старинного поволжского села Увары и работал бригадиром-судосборщиком на судостроительных заводах Астрахани. Дедушка по отцовской линии Николай занимался рыбным промыслом и садоводством, а бабушка Елизавета Фёдоровна происходила из рода потомственных священников Казанской церкви села Увары Астраханской губернии. Мама — Мария Матвеевна Ковалёва была родом из верующей крестьянской семьи из девяти детей. Дедушка по материнской линии Матвей Ковалёв в предвоенные годы был репрессирован, а бабушка Анна Андреевна происходила из казачьего рода и долгие годы была руководителем одной православной общины.
Учился в вечерней школе и работал вместе с отцом судосборщиком.
Служил в Вооружённых Силах СССР.
Окончил исторический факультет Саратовского государственного университета имени Н. Г. Чернышевского по специальности «история».
В 1986 году в Саратовском государственном университете имени Н. Г. Чернышевского защитил диссертацию на соискание учёной степени кандидата исторических наук по теме «Комсомол-помощник партии в осуществлении мелиоративного строительства в Нижнем Поволжье в годы десятой пятилетки» (специальность 07.00.01 — «История КПСС»).
В 1976—1991 годы работал в Саратовском областном комитете ВЛКСМ, Саратовском областном комитете КПСС, в ЦК ВЛКСМ и ЦК КПСС, а также в центральных органах печати ЦК КПСС, консультантом в Отделе национальной политики ЦК КПСС, где занимался вопросами государственно-церковных отношений.
В 1991—1993 годах занимался журналистской и научно-педагогической деятельностью.
С 1993 года — политический советник Европейской межпарламентской ассамблеи православия (впоследствии Межпарламентская ассамблея православия).
В 1994 году в МГУ имени М. В. Ломоносова защитил в форме научного доклада диссертацию на соискание учёной степени доктора философских наук по теме «Государственно-церковные отношения: Содержание, характер, тенденции эволюции: на материалах Отечественной истории послеоктябрьского (1917 г.) периода XX в.» (специальность 09.00.06 — теория и история религии, свободомыслия и атеизма).
В 1994 году выступил одним из авторов крупной работы «Национальная доктрина России: проблемы и приоритеты».
В 1994—2003 годы — советник Председателя Государственной Думы Федерального Собрания Российской Федерации I, II, и III созывов, председатель парламентского Экспертно-консультативного Совета по свободе совести, а также членом Комиссии по вопросам религиозных объединений при Правительстве Российской Федерации.
С 1995 года — президент-основатель Международного общественного фонда единства православных народов (МОФЕПН).
С 1994 года — профессор кафедры философии религии и религиоведения философского факультета МГУ имени М. В. Ломоносова.
В 2001—2009 годы — член Экспертного совета для проведения государственной религиоведческой экспертизы при Министерстве юстиции Российской Федерации.
Действительный член Императорского православного палестинского общества и член его Комитета почётных членов.
Действительный член Российской академии словесности.
Член Общественного совета по изданию «Православной энциклопедии».
Автор более 150 работ, опубликованных в России и за рубежом.

## Семья
Женат.
Сын — Денис Валерьевич Алексеев (род. 29 июля 1976), религиовед и публицист, кандидат философских наук, доцент кафедры философии религии и религиоведения философского факультета МГУ имени М. В. Ломоносова, автор ряда художественных работ в российском кинематографе.

## Награды
ордена и медали
- Медаль ордена «За заслуги перед Отечеством» II степени (2003)
- Орден Дружбы (2009)
- Медаль «В память 200-летия Минюста России»
- Орден Святого благоверного князя Даниила Московского II степени
- Орден Святого благоверного князя Даниила Московского III степени
- Орден преподобного Сергия Радонежского II степени
- Орден святого равноапостольного великого князя Владимира III степени
- Орден святителя Иннокентия, митрополита Московского и Коломенского III степени
- Орден преподобного Серафима Саровского II степени
- Орден преподобного Серафима Саровского III степени
- Орден святых апостолов Кирилла и Мефодия двух степеней Автокефальной Поместной Православной Церкви Чешских земель и Словаки
- Ордена Антиохийской, Американской, Болгарской, Сербской, Польской, Украинской Поместных Церквей
- Памятный знак МИД России «За вклад в международное сотрудничество»
- Почётный знак Президента Республики Болгарии
- Памятный знак Премьер-министра Республики Беларусь
- Почётный знак Российского Фонда мира; премии
- Лауреат Международной премии Андрея Первозванного в номинации «За веру и верность» (1996)[1]
- Лауреат Международной премии имени Святых апостолов Кирилла и Мефодия Российского Славянского Фонда (2005)
- Лауреат Международной премии имени Святого брата Альберта (Польша) «за вклад в возрождение религии в России и Польше» (2008).
- Лауреат Международной премии имени князя Константина Острожского (Польша) «за труды на ниве укрепления православной духовной культуры» (2009)

почётные грамоты
- Почётная грамота Председателя Совета Федерации Федерального Собрания Российской Федерации
- Почётная грамота Государственной Думы РФ

## Научные труды

### Диссертации
- Алексеев В. А. Комсомол — помощник партии в осуществлении мелиоративного строительства в Нижнем Поволжье в годы десятой пятилетки / автореферат дис. ... кандидата исторических наук : 07.00.01. — Саратов: Сарат. гос. ун-т им. Н. Г. Чернышевского, 1986. — 19 с.
- Алексеев В. А. Государственно-церковные отношения: Содержание, характер, тенденции эволюции: на материалах Отечественной истории послеоктябрьского (1917 г.) периода XX в. / в форме научного доклада дис. ... д-ра филос. наук: Спец. 09.00.06. — М.: МГУ имени М. В. Ломоносова, 1994. — 33 с.

### Монографии
- О боге ли спор. : Сборник / Сост. и авт. вступ. ст. В. А. Алексеев. — М.: Советская Россия, 1987. — 123 с.
- Алексеев В. А. Атеистическое воспитание молодёжи. — М.: О-во «Знание» РСФСР, 1989. — 39 с. — (В помощь лектору. О-во "Знание" РСФСР, Секция пропаганды науч. атеизма).
- Алексеев В. А. Иллюзии и догмы:Взаимоотношения Советского государства и религии. — М.: Политиздат, 1991. — 400 с. — ISBN 5-250-01242-6.
- Гуманистические традиции русской философии : Встреча за "Круглым столом" / О-во "Знание" РСФСР, Секция религиоведения и атеизма; Сост. Алексеев В. А., Лысенко Н. Н.]. — М.: О-во «Знание» РСФСР, 1991. — 62 с. — ISBN 5-254-00008-2.
- Алексеев В. А. «Штурм небес» отменяется?: Критические очерки по истории борьбы с религией в СССР. — М.: Россия молодая, 1992. — 304 с. — ISBN 5-86646-027-0.
- Алексеев В. А. Постперестройка: несвободная совесть?: (Интервью, беседы с религ. деятелями, ст. о пробл. свободы совести и церковно-гос. отношениях в России) : сборник. — М.: Россия молодая, 1992. — 63 с.
- Алексеев В. А. Агония зла. Конец «Мирового проекта»: сборник статей, посвящённых идее православия как основе духовного и государственного возрождения России. — М.: Россия молодая, 1995. — 127 с. — ISBN 5-86646-073-4.
- Жизнь человека от купели до погоста: Народ. обычаи, молитвы, правила и кодекс поведения православного человека во время важнейших событий его земного бытия / Сост. В. А. Алексеев, И. А. Панкеев. — М.: Россия молодая, 1996. — 272 с. — ISBN 5-86646-084-X.
- Алексеев В. А. Тернистый путь к живому диалогу (Из истории государственно-церковных отношений в СССР в 30—50-е гг. XX столетия).. — М., 1999.
- Алексеев В. А. Православная общественность в современном мире. — М.: К Единству!, 2006. — 592 с. — ISBN 5-94008-020-0.
- Н. М. Рубцов и православие : сборник статей о творчестве Н. М. Рубцова / Международный Фонд единства православных народов ; сост. В. А. Алексеев. — М.: К единству!, 2008. — 431 с. — ISBN 978-5-94008-027-5.
- С. А. Есенин и православие: сборник статей о творчестве С. А. Есенина / Международный общественный Фонд единства православных народов ; сост.- В. А. Алексеев. — М.: К единству!, 2011. — 510 с. — ISBN 978-5-94008-037-4.
- М. А. Шолохов и православие: сборник статей о творчестве М. А. Шолохова / Междунар. общественный Фонд единства православных народов ; сост. - В. А. Алексеев. — М.: К единству!, 2013. — 558 с. — ISBN 978-5-94008-023-5.
- М. В. Ломоносов и православие: сборник статей о творчестве М. В. Ломоносова / Междунар. общественный Фонд единства православных народов ; сост. В. А. Алексеев. — М.: К единству!, 2014. — 494 с. — ISBN 978-5-94008-024-4.

### Статьи
- Алексеев В. А. Была ли в СССР «безбожная пятилетка»? // Диспут.. — 1992. — № 2. — С. 12—23.